# Unterseeboot 368
Le Unterseeboot 368 (ou U-368) est un sous-marin allemand (U-Boot) de type VII.C utilisé par la Kriegsmarine (marine de guerre allemande) pendant la Seconde Guerre mondiale.

## Construction
L'U-368 est un sous-marin océanique de type VII C. Construit dans les chantiers de Flensburger Schiffbau-Gesellschaft à Flensbourg, la quille du U-368 est posée le 20 août 1942 et il est lancé le 16 novembre 1943. L'U-368 entre en service deux mois plus tard.

## Historique
Mis en service le 7 janvier 1944, l'Unterseeboot 368 suit sa période d'entraînement initial sous les ordres de l'Oberleutnant zur See Wolfgang Schäfer à Pillau, dans la 21. Unterseebootsflottille jusqu'au 28 février 1945, puis l'U-368 intègre une autre flottille d'entrainement dans la 31. Unterseebootsflottille à Hambourg.
L'U-368 ne réalise aucune patrouille de guerre, étant utilisé pour la formation et l'entrainement des membres d'équipage des U-Boote.
En janvier 1945, l'Oberleutnant zur See Herbert Giesewetter prend le commandement de l'U-368 jusqu'au 28 avril 1945, date de sa relève par l'Oberleutnant zur See Götz Roth.
Le 5 mai 1945, l'U-368 se rend aux forces Alliées à Heligoland.
Le 23 juin 1945, l'U-368 est convoyé à Wilhelmshaven, puis appareille vers l'Écosse pour le Loch Ryan dans le cadre de l'opération alliée de destruction massive de la flotte d'U-Boote de la Kriegsmarine.
L'U-368 est coulé le 17 décembre 1945 par des coups de canons de navires à la position géographique de 56° 14′ N, 10° 37′ O.

## Affectations successives
- 21. Unterseebootsflottille à Pillau du 7 janvier 1944 au 28 février 1945 (navire-école)
- 31. Unterseebootsflottille à Hambourg du 1er mars 1945 au 5 mai 1945 (entrainement)

## Commandement
- Oberleutnant zur See Wolfgang Schäfer du 7 janvier 1944 à janvier 1945
- Oberleutnant zur See Herbert Giesewetter de janvier au 27 avril 1945
- Oberleutnant zur See Götz Roth du 28 avril au 5 mai 1945

## Patrouilles
L'U-368 n'a pas effectué de patrouille étant utilisé à des fins de formations des membres d'équipage.

### Opérations Wolfpack
L'U-368 n'a pas opéré avec les Wolfpacks (meute de loups) durant sa carrière opérationnelle.

## Navires coulés
L'Unterseeboot 368 n'a ni coulé, ni endommagé de navire ennemi, n'ayant pas participé à une patrouille.

### Source et bibliographie
- (en) Cet article est partiellement ou en totalité issu de l’article de Wikipédia en anglais intitulé « German submarine U-368 » (voir la liste des auteurs).
- Chris Bishop, historien militaire (trad. de l'anglais par Christian Muguet), Les sous-marins de la Kriegsmarine : 1939-1945 : le guide d'identification des sous-marins [« The spellmount submarine identification guide : Kriegsmarine U-boats 1939-1945 »], Paris, Éd. de Lodi, 2008, 192 p. (ISBN 978-2-84690-327-1, OCLC 470721805, BNF 41298980)